# Bernd von Eitzen
Bernd von Eitzen (8 de noviembre de 1966) es un deportista alemán que compitió en judo. Ganó una medalla de plata en el Campeonato Europeo de Judo de 1991 en la categoría abierta.

## Palmarés internacional
| Campeonato Europeo | Campeonato Europeo     | Campeonato Europeo | Campeonato Europeo |
| Año                | Lugar                  | Medalla            | Categoría          |
| ------------------ | ---------------------- | ------------------ | ------------------ |
| 1991               | Praga (Checoslovaquia) | Medalla de plata   | Abierta            |